# 41-graphe de Thomassen
Le 41-graphe de Thomassen est, en théorie des graphes, un graphe possédant 41 sommets et 64 arêtes.

## Propriétés

### Propriétés générales
Le diamètre du 41-graphe de Thomassen, l'excentricité maximale de ses sommets, est 8, son rayon, l'excentricité minimale de ses sommets, est 5 et sa maille, la longueur de son plus court cycle, est 5. Il s'agit d'un graphe 2-sommet-connexe et d'un graphe 3-arête-connexe, c'est-à-dire qu'il est connexe et que pour le rendre déconnecté il faut le priver au minimum de 2 sommets ou de 3 arêtes.

### Coloration
Le nombre chromatique du 41-graphe de Thomassen est 3. C'est-à-dire qu'il est possible de le colorer avec 3 couleurs de telle façon que deux sommets reliés par une arête soient toujours de couleurs différentes. Ce nombre est minimal.
L'indice chromatique du 41-graphe de Thomassen est 6. Il existe donc une 6-coloration des arêtes du graphe telles que deux arêtes incidentes à un même sommet soient toujours de couleurs différentes. Ce nombre est minimal.

### Propriétés algébriques
Le polynôme caractéristique    de la matrice d'adjacence du 41-graphe de Thomassen est : {\displaystyle -(x-1)^{10}(x+2)^{5}(x^{2}-3)^{2}(x^{2}+2x-1)^{2}(x^{8}-x^{7}-14x^{6}+8x^{5}+61x^{4}-9x^{3}-80x^{2}-10x+12)(x^{10}-3x^{9}-18x^{8}+50x^{7}+113x^{6}-267x^{5}-300x^{4}+500x^{3}+304x^{2}-228x-120)}.